# AQUA CITY
『AQUA CITY』（アクアシティ）は、日本のロックバンドである杉山清貴&オメガトライブの1枚目のオリジナル・アルバム。
1983年9月21日にVAPからリリースされ、プロデューサーは藤田浩一、エグゼクティブ・プロデューサーは遠藤勝彦と北村篤識が担当しており、メジャー・デビューシングル「SUMMER SUSPICION」（1983年）が収録した作品として発表された。
本作はオリコンチャートで4位を獲得した。
2021年9月29日にリリースされたリミックス・アルバム『AQUA CITY REMIX』（アクアシティ リミックス）も同時に記述する。

## レコーディング
マスターを制作する際に、当時はあまり導入されていなかったSONYのPCMプロセッサーである『PCM1610』が使用されている。以降の杉山清貴&オメガトライブのアルバムは、すべてデジタルマスタリングが施されている。

## ディスクジャケット
ディスクジャケットは、ハワイ・オアフ島のホノルルのあるカラカウア通り沿いを撮影したもの。
LPレコードの初回プレスとMEG-CDでは、左下に印刷されていた方位磁針が描かれていたが、1984年に初CD化された際、メディアサイズに合わせてジャケットのタイトルとロゴの位置を変更された。以降の再発盤はすべてCD用のジャケットが採用された。

## リリース
1983年9月21日にVAPからLPレコードとCTの2形態でリリースされた。
1984年8月21日に初CD化され、その後1990年3月21日と1994年6月1日に2度再リリースされた。
2016年9月14日にMEG-CDとしてリリースされた。

## チャート成績
メジャー・デビューシングルである「SUMMER SUSPICION」がTOP10入りした直後に発売されたこともあり、オリコンのアルバムチャートで4位にランクインし、LPレコードとCT合わせて10万枚を超える売上を記録した。

## 批評
| 専門評論家によるレビュー | 専門評論家によるレビュー |
| レビュー・スコア         | レビュー・スコア         |
| 出典                     | 評価                     |
| ------------------------ | ------------------------ |
| CDジャーナル             | 肯定的                   |

『CDジャーナル』は、杉山清貴&オメガトライブのパブリックイメージに関して「彼らに夏や海のイメージを植え付けたのは、アーバンなジャケットのみならず、80年代歌謡シーンを席巻した康珍化&林哲司コンビや秋元康によるシティ・ポップ作風によるところが大きい」としたうえで、ボーカルの杉山清貴の歌唱力に関して「杉山の清爽な歌唱も見事にハマリ、彼らの飛躍を後押しした」と肯定的な評価を下している。

## 収録曲

### LPレコード, CT
| #         | タイトル                                             | 作詞      | 作曲      | 編曲      | 時間  |
| --------- | ---------------------------------------------------- | --------- | --------- | --------- | ----- |
| 1.        | 「サマー・サスピション」(SUMMER SUSPICION)           | 康珍化    | 林哲司    | 林哲司    | 4:34  |
| 2.        | 「パドリング・トゥ・ユー」(PADDLING TO YOU)          | 秋元康    | 杉山清貴  | 後藤次利  | 3:21  |
| 3.        | 「ミッドナイト・ダウン・タウン」(MIDNIGHT DOWN TOWN) | 秋元康    | 林哲司    | 林哲司    | 4:59  |
| 4.        | 「ライト・モーニング」(LIGHT MORNING)                | 秋元康    | 杉山清貴  | 志熊研三  | 4:29  |
| 5.        | 「海風通信」(UMIKAZE TSUSHIN)                        | 康珍化    | 林哲司    | 林哲司    | 4:39  |
| 合計時間: | 合計時間:                                            | 合計時間: | 合計時間: | 合計時間: | 22:02 |

| #         | タイトル                                          | 作詞      | 作曲      | 編曲      | 時間  |
| --------- | ------------------------------------------------- | --------- | --------- | --------- | ----- |
| 1.        | 「トランジット・イン・サマー」(TRANSIT IN SUMMER) | 秋元康    | 林哲司    | 林哲司    | 4:25  |
| 2.        | 「トレィド・ウインド」(TRADE WIND)                | 秋元康    | 杉山清貴  | 志熊研三  | 5:47  |
| 3.        | 「セクシー・ハレーション」(SEXY HALATION)         | 康珍化    | 林哲司    | 林哲司    | 4:34  |
| 4.        | 「アローン・アゲイン」(ALONE AGAIN)               | 秋元康    | 林哲司    | 林哲司    | 4:50  |
| 合計時間: | 合計時間:                                         | 合計時間: | 合計時間: | 合計時間: | 19:36 |

### CD, MEG-CD
| #         | タイトル                                             | 作詞      | 作曲      | 編曲      | 時間  |
| --------- | ---------------------------------------------------- | --------- | --------- | --------- | ----- |
| 1.        | 「サマー・サスピション」(SUMMER SUSPICION)           | 康珍化    | 林哲司    | 林哲司    | 4:34  |
| 2.        | 「パドリング・トゥ・ユー」(PADDLING TO YOU)          | 秋元康    | 杉山清貴  | 後藤次利  | 3:21  |
| 3.        | 「ミッドナイト・ダウン・タウン」(MIDNIGHT DOWN TOWN) | 秋元康    | 林哲司    | 林哲司    | 4:59  |
| 4.        | 「ライト・モーニング」(LIGHT MORNING)                | 秋元康    | 杉山清貴  | 志熊研三  | 4:29  |
| 5.        | 「海風通信」(UMIKAZE TSUSHIN)                        | 康珍化    | 林哲司    | 林哲司    | 4:39  |
| 6.        | 「トランジット・イン・サマー」(TRANSIT IN SUMMER)    | 秋元康    | 林哲司    | 林哲司    | 4:25  |
| 7.        | 「トレィド・ウインド」(TRADE WIND)                   | 秋元康    | 杉山清貴  | 志熊研三  | 5:47  |
| 8.        | 「セクシー・ハレーション」(SEXY HALATION)            | 康珍化    | 林哲司    | 林哲司    | 4:34  |
| 9.        | 「アローン・アゲイン」(ALONE AGAIN)                  | 秋元康    | 林哲司    | 林哲司    | 4:50  |
| 合計時間: | 合計時間:                                            | 合計時間: | 合計時間: | 合計時間: | 41:38 |

## 楽曲解説
1. サマー・サスピション
  - メジャー・デビューシングル。
2. パドリング・トゥ・ユー
  - 杉山清貴&オメガトライブの前身バンドであるきゅうてぃぱんちょす時代に杉山清貴が作った楽曲で、プロデューサーの藤田浩一による厳しい審査を通過するために新たに手を加えている[3]。
3. ミッドナイト・ダウン・タウン
  - 杉山清貴&オメガトライブの部分的要素でもあるソウル・ミュージックを基調した楽曲で、作曲を担当した林哲司は、イントロが気に入っているという[3]。
4. ライト・モーニング
  - 杉山が「この時期は作曲家としての鍛錬の時期であった」と振り返る時期の楽曲で、コード進行やリズムの面でしっかり作り込んだという[3]。
5. 海風通信
  - 当時、アマチュアバンドだったきゅうてぃぱんちょすが、杉山清貴&オメガトライブとしてデビューするにあたり、この楽曲とシングル「ASPHALT LADY」（1983年）のカップリング曲に収録される「A.D.1959」の2曲が先にレコーディングされ、これらの曲でRVCからデビューという話があったものの、最終的に流れしまい[4]、藤田が「これも悪くないけどもう1曲書いてくれないかな。もうちょっとドメスティックなメロディー、泣き（哀愁感）のあるものにしてほしいんだよね」という依頼で再度制作され[5]、VAPからリリースされたのが「サマー・サスピション」である[4]。
6. トランジット・イン・サマー
  - 当時の林の手癖であるサビのコード展開やマイナーに落ち着かせるところが散見される楽曲で、林いわく「その分、アレンジに時間がかかってしまった」という[3]。
7. トレィド・ウインド
  - 杉山が初めてキーボードで作曲した楽曲で、ボズ・スキャッグスの「ジョジョ（英語版）」（1980年）のようなアレンジを想定して制作された[3]。
  - 杉山がアルバム『彼方からの風』（1992年）[6]にてセルフカバーされ、後にシングル「LIVIN' IN A PARADISE」[7]（1993年）のカップリング曲としてシングルカットされた。
8. セクシー・ハレーション
  - 作曲を担当した林が、TOTOやボズ・スキャッグスなどの影響を受け、当時のAOR風にアレンジした楽曲[3]。
9. アローン・アゲイン
  - ファンの間で評価が高く、鉄板バラードとしてその後の方向付けになった楽曲[3]。

## クレジット
- PRODUCED BY KOICHI FUJITA
- Exective Producer : Katsuhiko Endo, Atsushi Kitamura
- Directer : Shigeru Matsuhashi, Ken Shiguma
- Sound Adviser : Tetusji Hayashi
- Mix Engineer : Kunihiko Shimizu
- Mix Assi.Engineer : Yoshiaki Matsuoka
- Mix Studio : Nichion Studio
- Recording Engineer : Kazuyuki Masumoto, Eiji Uchinuma, Tatsuo Sekine
- Recording Studio : Sound Inn, Sound City, JVC Aoyama, Nichion, Hitokuchizaka, Roppongi Sony, Cherry Irand, Disco Mate, Teichiku, Take One
- Recording Date : 8th, 2, 1983〜18th 7, 1983
- DIGITAL Mastering : SONY 1610
- Music Coordinator : Akira Kawashima
- Thanks to : Yoshiaki Ishiwata, Akio Hosogai, Toshio Kurebayashi, Masaaki Komura & Many Other Stuff
- Artist Management : Triangle Production

## リリース履歴
| No. | 日付          | レーベル | 規格       | 規格品番   | 備考         |
| --- | ------------- | -------- | ---------- | ---------- | ------------ |
| 1   | 1983年9月21日 | VAP      | LPレコード | 30118-28   |              |
| 1   | 1983年9月21日 | VAP      | CT         | 50118-28   |              |
| 2   | 1984年8月21日 | VAP      | CD         | 80001-35   |              |
| 3   | 1990年3月21日 | VAP      | CD         | VPCC-80376 | 再リリース盤 |
| 3   | 1994年6月1日  | VAP      | CD         | VPCC-84003 | 再リリース盤 |
| 4   | 2016年9月14日 | VAP      | MEG-CD     | MSCL-60857 | 再リリース盤 |

## AQUA CITY REMIX
『AQUA CITY REMIX』（アクアシティ リミックス）は、日本のロックバンドである杉山清貴&オメガトライブのリミックス・アルバム。
2021年9月29日にVAPからリリースされ、プロデューサーは林哲司、コ・プロデューサーは志熊研三が担当している。
杉山清貴&オメガトライブの結成40周年を記念した企画の第1弾として発表され、林による総監修のもとリミックスが施されており、一部楽曲はボーカルが新たにレコーディングされている。

### リリース
2021年9月29日にVAPからBlu-spec CD2としてリリースされ、3曲目の「MIDNIGHT DOWN TOWN」と7曲目の「TRADE WIND」、8曲目の「SEXY HALATION」はボーカルが新たにレコーディングされており、ボーナス・トラックとして「SUMMER SUSPICION Re-Arranged ver.」が収録されている。

### 収録曲
| #         | タイトル                                           | 作詞      | 作曲      | 編曲      | ミックス  | 時間  |
| --------- | -------------------------------------------------- | --------- | --------- | --------- | --------- | ----- |
| 1.        | 「SUMMER SUSPICION」(REMIX)                        | 康珍化    | 林哲司    | 林哲司    | 三浦瑞生  | 4:34  |
| 2.        | 「PADDLING TO YOU」(REMIX)                         | 秋元康    | 杉山清貴  | 後藤次利  | 内沼映二  | 3:18  |
| 3.        | 「MIDNIGHT DOWN TOWN」(新録REMIX)                  | 秋元康    | 林哲司    | 林哲司    | 三浦瑞生  | 5:06  |
| 4.        | 「LIGHT MORNING」(REMIX)                           | 秋元康    | 杉山清貴  | 志熊研三  | 三浦瑞生  | 4:22  |
| 5.        | 「UMIKAZE TSUSHIN」(REMIX)                         | 康珍化    | 林哲司    | 林哲司    | 内沼映二  | 4:35  |
| 6.        | 「TRANSIT IN SUMMER」(REMIX)                       | 秋元康    | 林哲司    | 林哲司    | 内沼映二  | 4:29  |
| 7.        | 「TRADE WIND」(新録REMIX)                          | 秋元康    | 杉山清貴  | 志熊研三  | 内沼映二  | 6:04  |
| 8.        | 「SEXY HALATION」(新録REMIX)                       | 康珍化    | 林哲司    | 林哲司    | 三浦瑞生  | 4:41  |
| 9.        | 「ALONE AGAIN」(REMIX)                             | 秋元康    | 林哲司    | 林哲司    | 内沼映二  | 4:48  |
| 10.       | 「SUMMER SUSPICION Re-Arranged ver.」(BONUS TRACK) | 康珍化    | 林哲司    | 林哲司    | 三浦瑞生  | 4:33  |
| 合計時間: | 合計時間:                                          | 合計時間: | 合計時間: | 合計時間: | 合計時間: | 46:30 |

### クレジット
- Dedicated to Koichi Fujita

- Produced by Tetsuji Hayashi
- Co-Produced by Ken Shiguma
- Official Supported by Kiyotaka Sugiyama
- Directed by Ryosuke Chinen (VAP)
- Mix Engineer：Eiji Uchinuma, Mizuo Miura@Lab Recorders (Mixer's Lab.)
- Second Enginieered by Shintaro Goto
- Mastering by Takuo Kato@Warner Music Mastering (Mixier's Lab.)
- Production Co-ordinated by Mikito Honda (Island Afternoon), Hiromi Hayashi (Samurai Music Corporation)
- Art Direction & Designed by Michitaka Nakamura (tetome)
- Special Thanks to Kazumi Iwasaki, Kunihiko Shimizu, Haruhiro Urata (Nippon Television Music Corp.), Yuichi Nakamura (Mixer's Lab.), Yoshihisa Nagata, Akihiro Onozato
- Media Promotion : Gakuto Komatsu (VAP)
- Sales Promotion : Ayako Yamazaki (VAP)
- Supervisor : Masami Yoshida (VAP)

### リリース履歴
| No. | 日付          | レーベル | 規格         | 規格品番   | 備考 |
| --- | ------------- | -------- | ------------ | ---------- | ---- |
| 1   | 2021年9月29日 | VAP      | Blu-spec CD2 | VPCC-86378 |      |